# ジーケン・アート
株式会社ジーケン・アート（英語: G-KEN ART）は、テレビ番組の美術制作を行う会社である。TBSテレビ制作番組の美術を担当している。

## 主な実績

### テレビ番組
（凡例）太字：現在放映中また継続中（特番の場合）の番組・これから放映される番組。特に記述がない場合はTBSで放送。